# Ђон Пачеко
Ђон Пачеко Дозагарат (шп. Jon Pacheco Dozagarat; Елизондо, 8. јануар 2001) је шпански фудбалер који тренутно наступа за Реал Сосиједад. Игра на позицији одбрамбеног играча.

## Успеси
Шпанија до 21
- Европско првенство до 21 године:  2023.[4]